# Bitterdoll
Bitterdoll é uma banda estoniana de rock formada em 2008 na cidade de Tallinn. A banda acabou, e os membros seguiram rumos diferentes em Abril de 2010.

## Integrantes
- Annika – vocal e guitarra
- Gleb – guitarra
- Max – baixo
- Serzhant – bateria

## Discografia
- 2009: High On Life